# Slatina, Šavnik
Slatina este un sat din comuna Šavnik, Muntenegru. Conform datelor de la recensământul din 2003, localitatea are 106 locuitori (la recensământul din 1991 erau 130 de locuitori).

## Demografie
În satul Slatina locuiesc 78 de persoane adulte, iar vârsta medie a populației este de 38,4 de ani (38,8 la bărbați și 37,9 la femei). În localitate sunt 31 de gospodării, iar numărul mediu de membri în gospodărie este de 3,42.
Populația localității este foarte eterogenă.
|  |

| Demografie | Demografie | Demografie |
| An         | Locuitori  | Locuitori  |
| ---------- | ---------- | ---------- |
|            |            |            |
|            |            |            |
|            |            |            |
|            |            |            |
| 1948       | 207        |            |
| 1953       | 227        |            |
| 1961       | 233        |            |
| 1971       | 227        |            |
| 1981       | 209        |            |
| 1991       | 130        | 130        |
| 2003       | 109        | 106        |

| \| Componența etnică conform recensământului din 2003[2] \| Componența etnică conform recensământului din 2003[2] \| Componența etnică conform recensământului din 2003[2] \| Componența etnică conform recensământului din 2003[2] \| Componența etnică conform recensământului din 2003[2] \| \| ----------------------------------------------------- \| ----------------------------------------------------- \| ----------------------------------------------------- \| ----------------------------------------------------- \| ----------------------------------------------------- \| \| \| \| \| \| \| \| Muntenegreni \| Muntenegreni \| \| 57 \| 53,77% \| \| Sârbi \| Sârbi \| \| 42 \| 39,62% \| \| Iugoslavi \| Iugoslavi \| \| 4 \| 3,77% \| \| necunoscută \| necunoscută \| \| 0 \| 0% \| |              |  |    |        |
| Componența etnică conform recensământului din 2003 |              |  |    |        |
| |              |  |    |        |
| Muntenegreni | Muntenegreni |  | 57 | 53,77% |
| Sârbi | Sârbi        |  | 42 | 39,62% |
| Iugoslavi | Iugoslavi    |  | 4  | 3,77%  |
| necunoscută | necunoscută  |  | 0  | 0%     |